# Emstrey
Emstrey – osada w Anglii, w hrabstwie Shropshire. Leży 5 km na południowy wschód od miasta Shrewsbury i 220 km na północny zachód od Londynu.